# بئر سالم

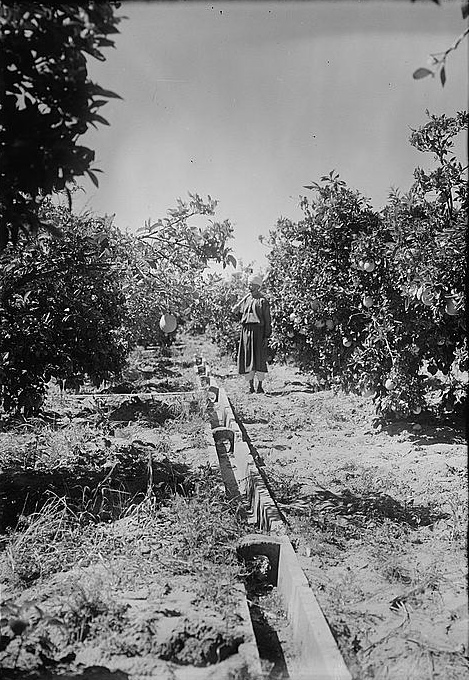
قرية بئر سالم قبل عام 1940

بئر سالم أو بير سالم هي قرية فلسطينية في قضاء الرملة. وقد أخليت من سكانها ومن خلال 1947-1948 الحرب الأهلية في فلسطين الانتدابية على 9 مايو 1948 من قبل لواء جفعاتي. كان يقع على بعد 4 كم غرب الرملة.
تصلها طريق ثانوية بكل من الرملة ووادي حنين، وتصلها طريق ثانوية أخرى بطريق الرملة – يافا الرئيسة المعبدة، وكان يمر خط سكة حديد القنطرة – حيفا على بعد كيلومتر واحد إلى الشمال منها.
أقيمت بير سالم فوق رقعة منبسطة مستوية من أرض السهل الساحلي الجنوبي على ارتفاع 75م عن سطح البحر.
كانت البيوت مبنية بالإسمنت واللبن متقاربة ومتجمعة في أزقة وطرقات ضيقة، بالإضافة إلى طريق الرملة – وادي حنين الذي كان الشارع الرئيس في القرية.
كانت القرية شبه خالية من المرافق والخدمات العامة، وتشرب من بئر للمياه إلى جانب بعض الآبار الأخرى المحيطة بها التي كانت مياهها تستعمل للشرب والري.
تبلغ مساحة أراضي بير سالم من الدونمات 3.401 منها 113 دونماً للطرق والسكك الحديدية والأودية.
كانت تربتها خصبة وتوفرت المياه الجوفية فيها، لذا كان اعتماد القرية في تحصيل رزقها على زراعة الحمضيات والزيتون فيها إلى جانب زراعة الحبوب والخضر، حيث كانت الزراعة تعتمد على مياه الأمطار والآبار، اعتنى السكان بتربية المواشي أيضاً.
الموسوعة الفلسطينية ذاكرات

## السكان
بلغ سكان بير سالم - وكلهم من المسلمين - نحو 410 نسمات في عام 1945، أقاموا في أكثر من 100 بيت، وفي عام 1948 تعرضت القرية لاعتداء اليهود الذين احتلوا القرية بعد طرد السكان وهدم البيوت، وقد أقاموا مستعمرتي “بير يعقوب ونيتسر سيريني” على انقاضها.

## القرية اليوم
بقي من القرية بعد هدمها واحتلالها : خزان المياه القديم، وبضع شجرات صنوبر قديمة، وبعض البيوت.
في سنة 1948، أُنشئت مستعمرة  نيتسر سيريني [الإنجليزية] على أنقاض القرية.